# Araneus carimagua
Araneus carimagua là một loài nhện trong họ Araneidae.
Loài này thuộc chi Araneus. Araneus carimagua được Herbert Walter Levi miêu tả năm 1991.